# Eileen Aldridge
Eileen W. Aldridge (née le 20 juillet 1916 et morte en 1990) était une artiste et restauratrice d'art britannique, qui a également écrit et illustré des livres pour enfants,,,.

## Biographie
Aldridge est né à Teddington est une ville d'Angleterre, située dans le district londonien de Richmond upon Thames, au sud-ouest de Londres sur la rive nord de la Tamise. Son père était directeur d'entreprise et explorateur. Elle a étudié à la Kingston School of Art (1933- 1938) avant d'étudier à la Regent Street Polytechnic. Au cours de sa carrière, Aldridge a exposé des œuvres, principalement des aquarelles, à la Royal Academy, avec le New English Art Club, au Women's International Art Club, Royal Society of Portrait Painters, à la Léger Gallery et aux Leicester Galleries. Le mari d'Aldridge était l'artiste William Ware et, en travaillant ensemble, le couple a établi une réputation pour restaurer les œuvres d'art, y compris les cadres et la porcelaine et leurs services ont été utilisés par de nombreux musées en Grande-Bretagne. Elle a également écrit et illustré des livres pour enfants pour la Société des Médicis.  Avant et pendant la Seconde Guerre mondiale, Aldridge a vécu à St Ives en Cornouailles où elle est devenue membre de la St Ives Society of Artists. Pendant une longue période, Aldridge a vécu et travaillé à Londres étant basé dans les galeries Ware de Fulham Road avant de déménager à Burwash dans le Sussex.